# تپه شیلار
تپه شیلار مربوط به دوره اشکانیان است و در شهرستان گلوگاه، بخش مرکزی، دهستان توسکا چشمه، سمت راست جاده روستای رمدان واقع شده و این اثر در تاریخ ۲۶ اسفند ۱۳۸۶ با شمارهٔ ثبت ۲۲۰۰۱ به‌عنوان یکی از آثار ملی ایران به ثبت رسیده است.